# 恋しくて (2007年の映画)
『恋しくて』（こいしくて）は、2007年4月14日に公開された、日本映画。主演は、石田法嗣。

## 概要
中江裕司監督が、BEGINのエッセイ『さとうきび畑の風に乗って』にインスパイアされ、自ら書き下ろしたオリジナル・ストーリーを映画化した。沖縄県の石垣島を舞台とする。

## キャスト
- 宮良セイリョウ - 石田法嗣
- 比嘉栄順 - 東里翔斗
- 宮良加那子 - 山入端佳美
- 島袋マコト - 宜保秀明
- 上地浩 - 大嶺健一
- 宮良澄子 - 与世山澄子
- 栄順の母 - 吉田妙子
- 牛小屋のおじい - 國吉源次
- 楽器店の店長 - 平良克之
- 音楽の先生 - 大ハマ浩一
- 審査委員長 - 富山峯夫
- 近所の子供 - 山城空藍
- シーサーおじい - 大浜長照
- 奄美のおじいさん - 武下和平
- プロダクション社長 - 松崎澄夫
- 牛の声 - 登川誠仁（声の出演）
- ヤギの声A - 津波信一（声の出演）
- ヤギの声B - 川満聡（声の出演）
- おばぁ - 平良とみ
- TV番組司会 - 三宅裕司（特別出演）
- BEGIN（比嘉栄昇、島袋優、上地等）

## スタッフ
- 監督・脚本 - 中江裕司
- 製作 - 松本洋一、松崎澄夫、渡辺純一、廣瀬敏雄、松下晴彦
- エグゼクティブプロデューサー - 大村正一郎、相馬信之
- プロデューサー - 姫田伸也、新井真理子、町田純
- ラインプロデューサー - 増田悟司
- 撮影 - 具志堅剛
- 美術 - 金田克美
- 衣装デザイン - 小川久美子
- 編集 - 宮島竜治
- 音楽監督・編曲 - 磯田健一郎
- 照明 - 松村志郎
- 録音・整音 - 白取貢
- 記録 - 小島秀子
- ヘアメイク - 横瀬由美
- 音響効果 - 北田雅也
- 助監督 - 瀬戸慎吾
- 制作担当 - 雲井成和
- アシスタントプロデューサー - 唯野友歩
- 原案 - BEGIN
- 主題歌 - BEGIN『ミーファイユー』
- 後援 - 石垣市
- 特別協賛 - 日本航空
- 配給 - 東京テアトル
- 企画・制作 - 葵プロモーション
- 製作 - 葵プロモーション、アミューズ、アミューズソフトエンタテインメント、スカパー・ウェルシンク、WOWOW、東京テアトル、パナリ本舗